# Chaz Davies
Chaz Davies (né le 10 février 1987 à Presteigne au pays de Galles) est un pilote de moto britannique.

## Débuts en compétition
Chaz Davies commence la compétition en 1995 en championnat britannique de mini moto, puis en Junior road racing à partir de 1999. Il obtient cette même année une dérogation afin de pouvoir participer au Championnat Aprilia Challenge 125 cm³ alors qu'il est seulement âgé de 12 ans. Il termine sixième du championnat et est le seul pilote à avoir terminé toutes les courses dans les points. Il a également établi un nouveau record du tour sur le circuit de Donington Park, et a reçu le prix Superteen of the Year. Il continuera dans ce championnat en 2000
En 2001 il court en Championnat britannique 125 cm³, et se retrouve septième après 8 des 13 manches que compte le championnat. Il devient le plus jeune pilote à remporter une course en juillet 2001 à Thruxton alors qu'il n'a que 14 ans. Il a également disputé toutes les manches du Championnat national espagnol 125 cm³ avec l'équipe Telefonica. Il est alors nommé par BBC pour le prix « Young Sports Personality of the Year » (« Jeune personnalité sportive de l'année »)

## Carrière sportive
Saison 2002 : 29e championnat du monde 125 cm3 Aprilia
Saison 2003 : 14e championnat du monde 250 cm3 Aprilia
Saison 2004 : 13e championnat du monde 250 cm3 Aprilia
Saison 2005 : 16e championnat du monde 250 cm3 Aprilia
Saison 2006 : 32e championnat du monde 250 cm3 Honda
40e championnat AMA Supersport Yamaha
45e championnat AMA Formula Xtreme Yamaha
Saison 2007 : 6e championnat AMA Formula Xtreme Yamaha
13e championnat AMA Supersport Yamaha
Saison 2008 : 6e championnat AMA Supersport Kawasaki
5e championnat AMA Formula Xtreme Kawasaki
Saison 2009 : 22e Championnat du Monde Supersport Triumph
9e championnat AMA Pro Daytone Sport Bike Aprilia
Saison 2010 : 4e championnat du Monde Supersport Triumph
Saison 2011 : Champion du Monde Supersport Yamaha
Statistiques en GP :
GP disputés : 73
Victoires : 0
Podiums : 0
Pôles : 0
Points en carrière : 124
Meilleurs Tours : 0